# Birkbeck College

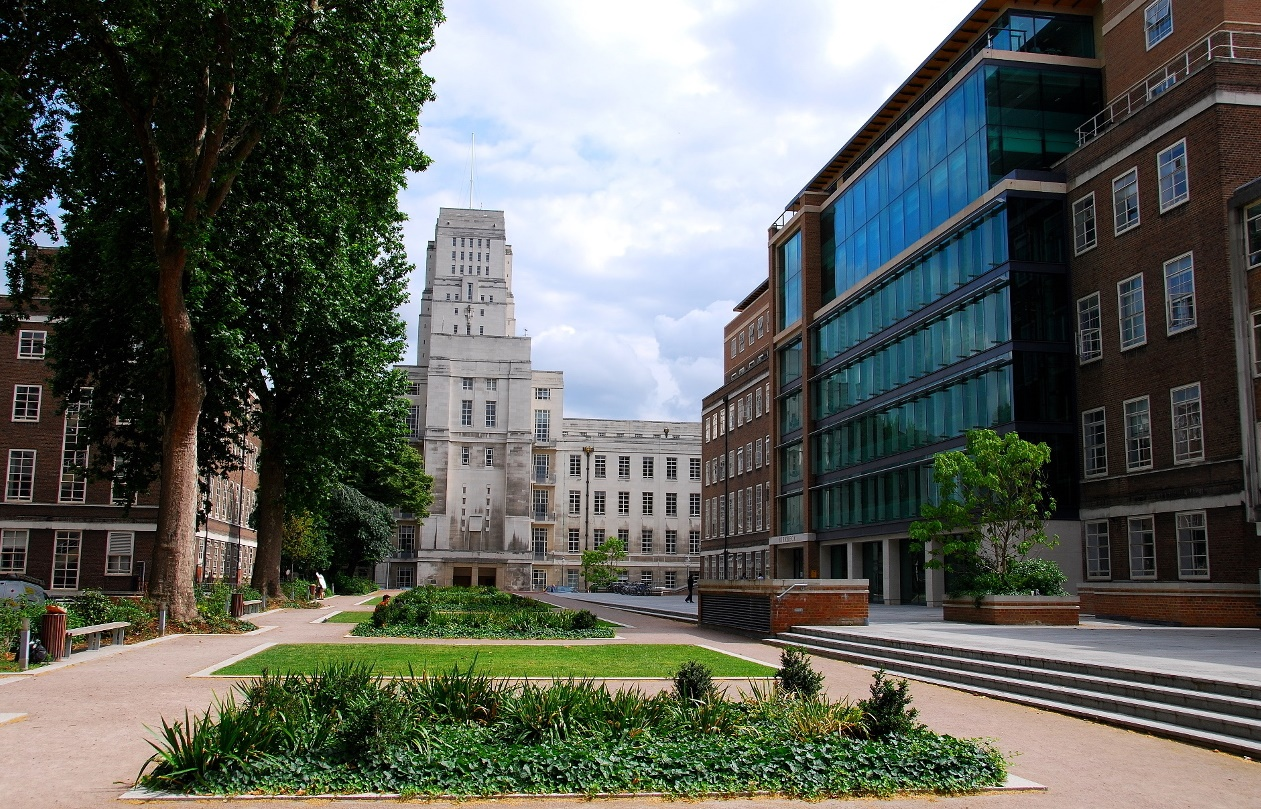
Bild av universitetsområdet.

Birkbeck College är en av de självständiga enheterna som utgör University of London. 

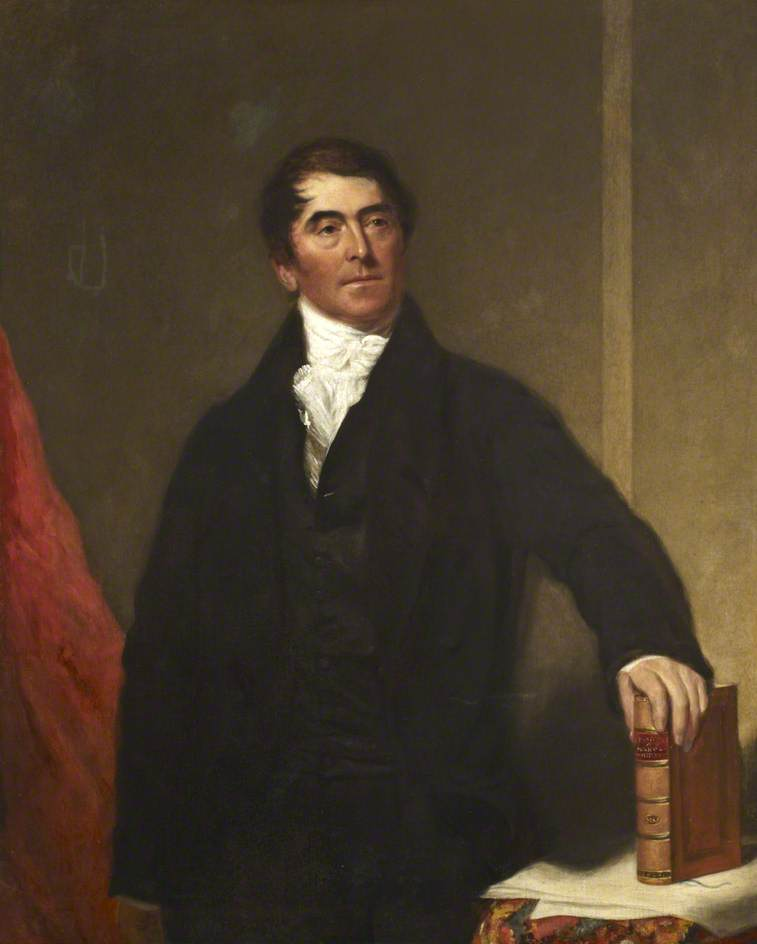
George Birkbeck som gav namn åt Birkbeck College.

Birkbeck grundades 1823 som London Mechanics' Institute av Joseph Clinton Robertson tillsammans med George Birkbeck, Jeremy Bentham, JC Hobhouse och Henry Brougham.
Birkbecks huvudbyggnad ligger i Bloomsbury, i den centrala Londonkommunen Camden.